# Ogresuchus furatus
Ogresuchus furatus — викопний вид примітивних крокодилоподібних плазунів родини Sebecidae, що існував в Європі у пізній крейді (67,6—66 млн років тому). Описаний у 2020 році.

## Історія відкриття
Викопні рештки крокодила знайдені у липні 2013 року у відкладеннях формації Тремп в місцевості Mirador del Cretaci в провінції Льєйда іспанській Каталонії. Але кістки було вкрадено до того, як палеонтологи змогли його розкопати. Після кількох тижнів пошуків поліція відшукала викрадений екземпляр, а злодія заарештували. Кістки дослідили і у 2020 році назвали новий вид крокодилів Ogresuchus furatus. Родова назва Ogresuchus означає «крокодил-людоїд», маючи на увазі можливий раціон харчування дитинчатами зауроподів, а видова назва походить від латинського слова, яке означає «красти», і вказує на історію крадіжки зразка.